# Shortland
Shortland is het grootste eiland van de Shortlandeilanden die behoren tot de Salomonseilanden. Het is 231 km² groot en het hoogste punt is 206 meter. Het eiland is vernoemd naar de Engelse officier John Shortland (1739–1803).
De volgende zoogdieren komen er voor:
- Polynesische rat (Rattus exulans) (geïntroduceerd)
- Dobsonia inermis
- Macroglossus minimus
- Melonycteris woodfordi
- Nyctimene major
- Pteropus admiralitatum
- Pteropus hypomelanus
- Pteropus rayneri
- Emballonura nigrescens